# Färgens östra strand
Färgens östra strand är en tätort, namnsatt av SCB,  i Alingsås kommun, drygt fem kilometer söder om Alingsås. Färgens östra strand ligger vid sjön Färgens östra strand och har en bebyggelse där permanenta hushåll blandas med fritidshus. Under 2010-talet påbörjades planering för områdets förtätning och omvandling till mer permanentboenden.
Längs vattnet angränsar Färgens östra strand i norr med Skämningared, och längre norrut Sundet och Hjälmared. Söderut ligger Hulabäck och längre söderut Lygnared  med kommunal badplats med sandstrand, samt campingplats.

## Befolkningsutveckling
| Befolkningsutvecklingen i Färgens östra strand 2015–2020 | Befolkningsutvecklingen i Färgens östra strand 2015–2020 | Befolkningsutvecklingen i Färgens östra strand 2015–2020 | Befolkningsutvecklingen i Färgens östra strand 2015–2020 | Befolkningsutvecklingen i Färgens östra strand 2015–2020 |
| -------------------------------------------------------- | -------------------------------------------------------- | -------------------------------------------------------- | -------------------------------------------------------- | -------------------------------------------------------- |
|                                                          |                                                          |                                                          |                                                          |                                                          |
| År                                                       |                                                          |                                                          | Folkmängd                                                | Areal (ha)                                               |
| 2015                                                     | 2015                                                     |                                                          | 257                                                      | 135                                                      |
| 2020                                                     | 2020                                                     |                                                          | 302                                                      | 133                                                      |
| Anm.: Ny tätort 2015                                     |                                                          |                                                          |                                                          |                                                          |